# Cinnamomum quadrangulum
Cinnamomum quadrangulum är en lagerväxtart som beskrevs av André Joseph Guillaume Henri Kostermans. Cinnamomum quadrangulum ingår i släktet Cinnamomum och familjen lagerväxter. Inga underarter finns listade i Catalogue of Life.